# Sony Music Entertainment Japan
Pour les articles homonymes, voir Sony (homonymie).
Sony Music Entertainment (Japan) Inc. (株式会社ソニー・ミュージックエンタテインメント, Kabushiki gaisha Sonī Myūjikku Entateinmento, souvent abrégé en SME, SMEJ, SME Records ou Sony Music Japan) est la branche japonaise de Sony consacrée à la musique. SMEJ est indépendant de Sony BMG Music Entertainment en raison de son importance dans l'industrie musicale japonaise.

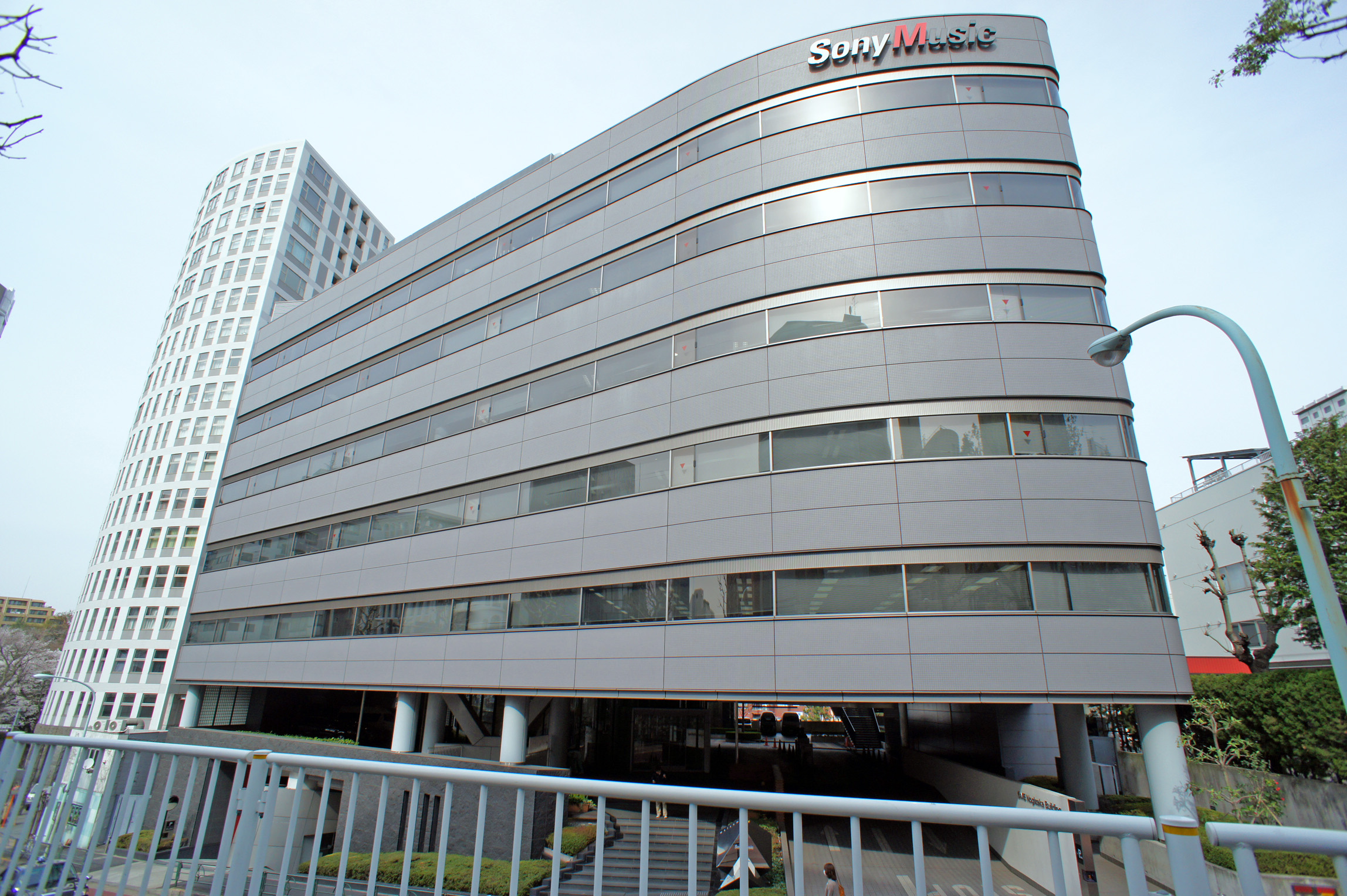
Le SME Nogizaka Building

La marque est présentée en SonyMusic.

## Liens avec Sony Corporation
SMEJ est détenu directement par Sony Corporation et indépendante de l'autre branche Sony Music Entertainment aux États-Unis, scindée en raison de sa force dans l'industrie de la musique japonaise. Elle a comme filiale l'entreprise de production d’animés, Aniplex, qui a été créé en janvier 1997 comme une séparation entre Sony Music Entertainment Japon et Sony Pictures Entertainment, mais qui, en 2001 est devenue une filiale en propriété exclusive de Sony Music Entertainment Japon. Elle a joué un rôle important dans le début des années 1990, pour produire des Anime comme Roujin Z par l'artiste reconnu Katsuhiro Otomo et des séries comme Capcom Street Fighter Anime.
SME Records produit surtout de nombreux artistes Japonais, comme Kana Nishino (西野カナ) ou encore le groupe d'idoles Nogizaka46.

## Labels et sous-labels
- Aniplex
- Ariola Japan
  - iDEAK
  - Little Tokyo
  - Happy Song Records
- DefSTAR Records (2000—2015)
- Epic Records Japan
  - Antinos Records (1997—2004)
  - dohb discs (1994—2000)
- Ki/oon Music
  - LOOPA
  - Haunted Records (2001—2009)
  - NeOSITE (1996—2014)
- SACRA MUSIC
- SME Records
  - Clearwater
- Sony Music Records
  - Sony Records
  - gr8! records
  - N46Div.
  - Studioseven Recordings (2006—2010)
  - MASTERSIX FOUNDATION
  - Niagara Records
- Sony Music Associated Records
  - onenation
  - tributelink
  - TERRY DOLLAR RECORD$
  - Yeah! Yeah! Yeah! Records
- Sony Music House
- Village Music